# No. 2 Court
Il 'No. 2 Court  è il terzo stadio da tennis utilizzato per il Torneo di Wimbledon. Come il Centre Court è situato nel quartiere di Wimbledon a Londra.

## VecchioNo. 2 Court

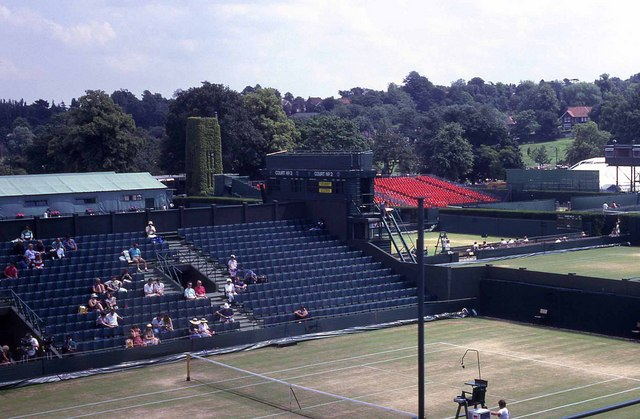
il vecchio No. 2 Court durante il Torneo di Wimbledon 1991

Il No. 2 Court originario aveva una capacità di 2192 posti a sedere, più 770 in piedi, ed era chiamato "Cimitero dei Campioni" fino a quando fu rinumerato come No. 3 Court dall'edizione 2009.
Il campo fu demolito per permettere la costruzione del nuovo No. 3 Court e e del nuovo No. 4 Court, pronti per l'edizione del 2011.
Il nome Cimitero dei Campioni deriva dal fatto che in questo campo si sono verificati diverse sconfitte a sorpresa di ex campioni del torneo, tra cui:
- John McEnroe (1979 da Tim Gullikson)
- Jimmy Connors (1983 da Kevin Curren, 1988 da Patrik Kühnen)
- Pat Cash (1991 to Thierry Champion)
- Michael Stich (1994 da Bryan Shelton)
- Andre Agassi (1996 da Doug Flach)
- Conchita Martínez (1998 da Sam Smith)
- Richard Krajicek (1999 da Lorenzo Manta)
- Pete Sampras (2002 da George Bastl)
- Serena Williams (2005 da Jill Craybas)
- Venus Williams (2006 da Jelena Janković)
- Martina Hingis (2007 da Laura Granville)

## NuovoNo. 2 Court
Per Wimbledon 2009, fu costruito un nuovo campo, situato nell'ubicazione precedente del No. 13 court. Questo campo fu rinominato come No. 2 Court, con una capacità di 4000 posti a sedere. Questo significa che il "Cimitero dei campioni" divenne il No. 3 Court e di conseguenza tutti gli altri campi vennero rinumerati in successione.